# Анандрао Дулап
Анандрао Дулап (*маратхі आनंदराव धुळप; д/н — 1795) — політичний та військовий діяч маратхів, саркхел (адмірал) в 1757—1795 роках. Повне ім'я Шріман Анандрао Дулап-Море.

## Життєпис
Походив з клану Море, що тривалий час служив султанам Біджапуру. Нащадок Ханамантрао Море, що разом з батьком переселився з Півночі Індостану. Втім ще на час народженні його родина мала прізвищу Дулап. Про молоді роки обмаль відомостей. Ймовірно перебував на службі певши Баладжі Баджі Рао.
Напочатку 1756 року очолював флотилію в 4 граби і 40 галліватів, яка допомагала британському віце-адміралу Чарльзу Ватсону блокувати порт-фортеці Віджаядург, де отаборився саркхел Туладжі Ангрія. Після капітуляції останнього призначається пешвою новим саркхелом — між 1757 та 1763 роками. Проте суходол пешва підпорядкував Джанатху Нараяну, побоюючись колишньої потуги Ангрії.
Разом з братом Рудраджі доклав зусиль для зміцнення Віджаянадурга та інших фортів та відродження маратхського флоту. Загалом на кінець урядування мав флот у 50 великих суден, більшість з яких мали вантажність 300—40, окремі — 500 т.
Перші морські походи відносять до 1764 року, коли воював проти флоту Гайдар Алі, султана Майсуру. У 1767 і 1768 роках з успіхом піратствував.
З початком війни з британцями у 1775 року спрямував зусилля на забезпечення захисту узбережжя в володіннях держави маратхів. забезпечував захист порту Бассейн і форту Малангад. Невдовзі активізував напади на англійські судна. 1780 року напав і захопив англійський корабель, що перевозив депеші до Ради директорів, і посадив у тюрму офіцера в Расалгаді поблизу Махабалешвара.
Успішні морські дії та вірність пешві сприяли тому, що 1781 року під владу Дулапа перейшов суходіл з укріпленнями. Водночас до 1782 року відносини з сановниками пешви були напруженими через підозру, що Дулап має намір стати незалежним. Почав зводити вада (палацовий комплекс).
У квітні 1782 року, незважаючи опір, він захопив «Рейнджер» — корабель бомбейської морської піхоти. Незважаючи на підписання миру між маратхами та Британською Ост-Індською компанію продовжив напади на судна останньої. У 1783 році переміг британський флот в бою біля Віджаядурга, захопивши 400 полонених.
У 1786 і 1789—1792 роках забезпечував морський наступ під час війн пешви проти Майсуру. 1791 року захопив острів Сімпі. Водночас продовжував активні піратські дії проти європейських торгівельних суден.
Помер 1795 року. Йому спадкували його небожі Джанрао і Крішнаджі.